# ديف فلمنج
ديف فلمنج (بالإنجليزية: Dave Fleming)‏ هو لاعب كرة قاعدة أمريكي، ولد في 7 نوفمبر 1969 في جاكسون هايتس ‏ في الولايات المتحدة.